# Thomson MO6
Il Thomson MO6 è un home computer basato sul Motorola 6809E distribuito in Francia dalla Thomson SA nel 1986, successore del Thomson MO5. È dotato di una memoria RAM da 128 KiB e di un display da 40×25 caratteri e la ROM include due versioni di Microsoft BASIC: il SIMIV BASIC 1.0 (per la compatibilità con i programmi del modello precedente MO5) e il SIMIV BASIC 128 1.0 (che fornisce diversi miglioramenti e la capacità di  indirizzare in maniera trasparente i 128 Kib di RAM del computer). Il MO6 fu distribuito fino a gennaio del 1989.
In Italia fu distribuito dalla Olivetti con alcune modifiche estetiche e denominato Olivetti Prodest PC 128.